# 財閥解体

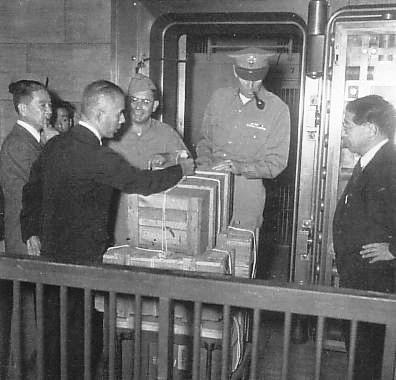
財閥の株券差し押さえを行うアメリカ軍（1946年）。
株式の民主化はドッジ・ラインの金詰まりで持続性を失い、株式は機関投資家と事業法人に売られていった。前者については、財閥解体による株式の肩代わり機関として1951年に投資信託制度がスタートした。後者については、株式の持ち合いが資本の自由化に根拠を与えることとなった。

日本における財閥解体（ざいばつかいたい）は、連合国軍最高司令官総司令部（GHQ）が占領統治下で行った、過度経済力集中排除政策である。それまでほとんど実物取引がされていなかった企業の株式が、当時の激しい通貨増発を礎として個人投資家に販売された。指定持株会社は財閥のものにとどまらなかった。

## 安田案が土台に
1945年9月22日にアメリカ政府が発表した「降伏後における米国の初期の対日方針」は、その第4章「経済」のB項で、「日本の商業及び生産上の大部分を支配し来りたる産業上及び金融上の大コンビネーションの解体を促進」すると規定していた。アメリカなど連合国側には、財閥を「日本軍国主義を制度的に支援した」との認識があり、これを解体することで軍国主義を根本的に壊滅できると考えていた。当初、日本政府は財閥解体には消極的だったが、三井財閥内で三井本社の解体論が台頭してきたことや、安田財閥の持株会社である安田保善社が、10月15日に自社の解散、安田一族の保善社及び傘下企業役員からの辞任、及び一族保有の株式を公開する方針を決定したことから「財閥解体やむなし」の方向に傾いた。
このような情勢下、GHQ経済科学局長レイモンド・C・クレーマー（Raymond C. Kramer）は10月16日に声明を発し、財閥解体に当たっては日本側の自発的な行動に期待し、GHQはそれを支援するに留めるが、日本側に積極的な動きが見られない場合は自ら実施に乗り出すとの姿勢を示した。これを受け、政府は三菱、住友を加えた4財閥やGHQと財閥解体に向けての協議を進め、11月4日、安田案を土台にした財閥解体計画案をGHQに提出した。骨子は以下の四項目である。
- 持株会社所有の有価証券、及びあらゆる企業に対する所有権・管理・利権を示す商標を、日本政府が設ける機関に移管する
- 上記移管財産に対する弁済は、10年間の譲渡・換価を禁じた登録国債で支払う
- 三井、岩崎（三菱）、住友、安田4家構成員、持株会社取締役・監査役の産業界からの追放
- 持株会社による傘下企業に対する指令権・管理権の行使を禁止する

11月6日、GHQ総司令官ダグラス・マッカーサーは、総司令官が日本政府案を修正し、また実施に際しての監督・検閲権を留保することを条件に、日本政府案を承認した。これを受け日本政府は11月23日、勅令第657号「会社ノ解散ノ制限等ノ件」を公布。大蔵大臣に(1)資本金500万円以上の会社及び大蔵大臣の指定する会社の解散または事業譲渡に対する認可権、(2)三井本社、三菱本社、住友本社、安田保善社及び大蔵大臣の指定する会社が保有する動産・不動産・有価証券など財産の処分に対する許可権を与えた。この勅令をもって財閥解体は始まる。

## 持株会社整理委員会の発足
1946年4月4日、GHQは、持株会社の有価証券・証憑を引き継ぎ、整理に当たる持株会社整理委員会（以下「委員会」）についての政府案を承認した。4月20日に根拠法である「持株会社整理委員会令」が施行され、5月7日の設立総会、8月8日の定款認可と委員任命を経て委員会は8月23日から活動を開始した。
9月6日、内閣総理大臣は軍国主義である三井本社、三菱本社、住友本社、安田保善社、富士産業（旧・中島飛行機）を持株会社指定した（第1次指定）。これに基づき、委員会は5社に解散を勧告し、財閥解体政策は実行に移された。
4大財閥の持株会社である三井本社等は、「初期の対日方針」が出た時点で内外から解体対象として想定されていた。これに対し富士産業は、軍用航空機メーカーであり、太平洋戦争末期には全生産施設・社員が第一軍需工廠として日本政府に接収・徴用されていた事情もあって、連合国から純軍需産業として認識され、GHQは財閥とは別に同社の解体を日本政府に求めていた。
9月23日の三菱本社を皮切りに、委員会は指定5社に、委員会が譲り受けるべき財産内容を通知し、10月8日（三井本社、三菱本社）、10月16日（住友本社）、10月29日（安田保善社、富士産業）の3回に分けて第1回有価証券譲受を執行した。この時5社から譲り受けた有価証券総額は15億8684万円に及び、これは5社が保有する有価証券総額の約78パーセントに及んでいた。
並行して5社に対する解散勧告も行われ、三井本社、三菱本社、安田保善社は9月30日に解散、委員会の監督下で清算に入った。11月いわゆる会社証券保有制限令（会社ノ証券保有制限等ニ関スル勅令）が出された。

## 株式の瞬発的民主化
1945年11月、GHQは公債発行によって臨時支出をまかなった。日銀は1946年1月に禁止されるまで国債を引き受けつづけた。しかし軍需融資は続けられた。1947年2月から1949年3月までは復興金融金庫債1680億円が発行され、これを日銀が引受けた。
日銀が資金を創出していなかったら、以下に書く大規模な民主化は達成されなかったであろう。
証券処理調整協議会（Securities Coordinating Liquidation Committee）に販売が委ねられた株式は根拠法が多岐にわたった。持株会社整理委員会令によるものが76億円で、会社証券保有制限令によるものが14億円であった。これら合計90億円は、1945年末の国内株式総額437億円の約2割であったが、「その他の法人」保有割合24.6％にほぼ符合する。閉鎖機関整理委員会令によるものが14億円であった。売却を強制された株式には、戦時補償特別税や独占禁止法などによるものもあった。総計184億円であった。こうなると437億円の約4割である。このうち協議会は141億円の販売を任された。売出しは1947年6月に始まり、1951年6月に完了した。141億円の半分以上が1949年に売れている。買い手は1950年3月までの調べによると、従業員（38.5％）、入札（23.3％）、売り出し（27.7％）であり、56人の財閥家族の持っていた株式2億2300万株のうち7％が約15万人の従業員・地域住民に分散された。売却代金は旧所有者に返却され、その62.51％が旧債務に、またわずか12.13％が租税公課の支払に充てられた。これでこそ帝国銀行は三井本社向けの貸付を回収できた。三井だけでなく、財閥系銀行の対本社焦げ付きも、時価売り出しによって順調に回収された。1945年末に59.8％が三井本社の持分であった三井鉱山は、過度経済力集中排除法により三井金属鉱業が分離されて、さらに株式売却を強制された結果、1951年末の筆頭株主は野村証券（5.3％）になった。
1948年末結成のアメリカ対日協議会が、「トップのいない企業結合体」を容認した。
そして、1947年の独占禁止法第10条が1949年に骨抜きにされた。改正前は「金融業（銀行・信託・保険・無尽または証券）以外の事業を営む会社は、他の会社の議決権株を取得してはならない」としていたものを、1949年には適用を社債まで広げる代わりにライバル会社でなければ株式・社債を取得できることになったのである。
個人持株の比率が最も高かったのは1949年末であって、その後ドッジ・ラインにより割合が減り始めた。この傾向は1978年もなお進行中であった。個人から流出した株式は金融機関と事業法人に向かい、旧財閥銀行が主導する株式の持ち合いが再編された。逆コースにより財閥解体が株式会社制度を認めた上での有償株式分散となったからであった。
そしてシャウプ勧告の法人擬制説が法人税を個人所得税の源泉徴収的前取りと認識し課税の重点から除外した。
1951年、持株会社整理委員会は『日本財閥とその解体』を編纂し、5年にわたる活動を総括した。7月、委員会は証券処理調整協議会と共に解散した。委員会の資料は国立公文書館が所蔵し、一部は国立公文書館デジタルアーカイブで閲覧が可能である。

## 法人資本主義の形成

### 財閥系の再結束
1952年グリーンメーラーの藤綱久二郎が陽和不動産の35％を買占めたので、三菱グループは戦後初めて再結集して全株最高値で買い取った。1953年8月、独禁法第10条、第11条（金融業を営む会社の株式保有制限）、第13条（競争関係にある会社間での役員兼任禁止）、第14条（会社以外の者による株式保有制限）が撤廃された。1954年7月、旧三菱商事130社が大合同を達成したが、12月に4倍弱という大幅増資で完全復活を遂げた。金融機関と事業法人の垣根は関係なく、財閥ごとに株式を持ち合うようになり、戦前の二流以下の財閥や新興コンツェルンも系列融資を受けながら株式の持ち合いに参加していった。富士銀行は旧安田系（東邦レーヨン、日本精工、沖電気など）や旧浅野系（日本鋼管、日本セメントなど）、旧森系（昭和電工）を中心に、さらに旧日産系のうち日産自動車・日産化学・日本油脂などに接近し、系列融資をしながら、これらとの株式持合いを進めた。第一銀行は旧渋沢系のIHI・汽車製造をはじめ、戦前から深いつながりのあった古河財閥、川崎系（川崎重工など）、神戸製鋼系、藤山系にも同様の関係を築いた。三和銀行は戦前から密接であった大日本紡績、大和紡績、帝国人絹、日立造船、新日本汽船、東洋電機、東洋ベアリング、中山製鋼、ダイハツ、岩井産業、などに、やはり同様の関係を構築した。

### 投信とのつきあい
1951年に投資信託が再開され旧財閥系資本にとって潜在的な脅威となっていたが、証券不況まで組み入れ株の議決権を代理行使することはなかった。1966年の商法改正まで組み入れ株の議決権について不統一行使ができなかったので、昭和30年代に投資信託は契約残高を急膨張させながらも、株式の発行会社へ白紙委任していたのである。
株式の持ち合い傾向は昭和30年代に停滞していた。技術革新としての重工業化は、旧財閥を分裂させることがあった。三菱と三井ともにそれぞれの内部でニ系列のコンビナートが対立した。建設機械や自動車への進出をめぐっては三菱三重工間で対立が生じた。このような事業の資金需要は系列融資でまかなうことができず、系列外銀行シ団の協調融資や世界銀行・米銀からの大規模融資を受けた。1960年前後には大量公募増資が行われさえした。ここが投信の出番であり、株価上昇と株主割当増資で利回りを得た。技術導入と設備投資に限界が見えてくると、三菱グループでは三菱三重工が合併し対立は解消された。また、海運二法により海運会社の合併もあいついだ（日本郵船と三菱海運など）。
証券不況の後、日本共同証券と日本証券保有組合が凍結株を放出した。前者の放出株がどこに買われたかを示す資料は公表されていない。後者放出株の銘柄は、恐慌前に投信が保有していた一流企業株に集中していた。金融機関の引取り分は、三菱7.6％、三井3.4％、住友5.6％、芙蓉5.1％、三和3.0％であった。投信の保有していた利権は系列化されたのであった。
1967年の投信法改正で、投資信託委託会社が保有株議決権の指図権を行使できることになっていた。したがって1970年前後は、旧財閥グループと海外投資信託が日本株を争って買いつけることになった。
オイルショック後のスタグフレーションでグループのメインバンクが傘下企業の資産売却を場外取引させるようになり、それが1980年代まで続いたので機関投資家同士が同一銘柄をキャッチボールし株価を吊り上げた。

## 指定持株会社

### 第1次指定
1946年9月6日指定。5社。現業部門（林業）を持っていた住友本社と富士産業は解散が遅れ、それぞれ1948年2月、1950年5月に清算に入っている。なお、富士産業が遅れた事情とは、財閥に先行して解体計画が立案されたこと、当初GHQは、保有株式の処分は委員会ではなく会社自身に行わせる方針であったこと、整理に当たっては工場ごとの分割を求める会社側と、より少数の分割を提案した委員会側で対立があったこと、戦時補償特別税関係の特別損失の計上を巡って税務当局に訴訟を提起していたことなどであった。
- 株式会社三井本社
- 株式会社三菱本社
- 株式会社住友本社
- 合名会社安田保善社（現：安田不動産）
- 富士産業株式会社（旧：中島飛行機）

### 第2次指定
1946年12月7日指定。4大財閥に次ぐ規模の財閥やいわゆる新興コンツェルンなどの持株会社、トラスト、各産業で独占・寡占的地位にあった企業を対象とした。40社。
- 持株会社（自ら事業を営む会社も含む）
  - 大倉鉱業株式会社（大倉財閥）→ 建設・セメント事業部門を常磐開発として分社化。財産を継承した中央建物株式会社が後継会社で、現在も旧大倉財閥系企業の株主として存在[14]。
  - 株式会社浅野本社（浅野財閥）
  - 古河鉱業株式会社（古河財閥）→ 日本軽金属等を分社化。
  - 渋沢同族株式会社（渋沢財閥）
  - 野村合名会社（野村財閥）→ 現在の野村殖産。
  - 株式会社日産（日産コンツェルン。日本産業とは別会社だが同社を引き継ぐ持株会社とされた）
  - 日本曹達株式会社（日曹コンツェルン）
  - 理研工業株式会社（理研コンツェルン）→ 第二会社11社（理研ピストンリング・理研製鋼〈現大同特殊鋼グループ〉・理研計器・理研電線・王子製鉄〈元大同特殊鋼傘下→新日本製鐵傘下→新日鐵住金傘下〉・理研鋼材→理研鋼機→トーヨコ理研→エルゴテック）
  - 日本窒素肥料株式会社（日窒コンツェルン）→ 後の新日本窒素肥料（現：チッソ及びJNC）。
  - 昭和電工株式会社（森コンツェルン）→ 昭和高分子・昭和アルミニウム等を分社化。
  - 沖電気証券株式会社（沖電気の子会社、安田傘下）
- トラスト、独占・寡占的企業
  - 電力（関東大震災後の外債発行を経た1930年末において、財閥の支配率は5.5％にすぎなかった[15]。1937年9月日本電力に関するかぎり、筆頭株主である日電証券を除いては何社もの生保が参加していた[16]。）
    - 日本発送電株式会社 → 電気事業再編成審議会（1949年11月設立、委員長・松永安左エ門）の答申を受けて、電力9社（北海道・東北・東京・北陸・中部・関西・中国・四国・九州）に分割。

  - 造船・重機械
    - 川崎重工業株式会社（神戸川崎財閥、ただし指定時は三菱傘下）→ 製鉄関連部門を川崎製鉄（現：JFEスチール）とし、航空・防衛関連部門を川崎航空機（後に本体へ吸収合併、ただし航空機器関連部門は日本航空機として分離独立）とし、鉄道車両部門を川崎車両製造（後に本体へ吸収合併）、さらに重電部門も川崎電機製造（後に富士電機製造へ吸収合併）として、それぞれ分離独立。

  - 電気機器
    - 株式会社日立製作所（日産）→ 日立金属・日立電線（現在は日立金属に吸収）・日立化成工業（日立化成→現：レゾナック）等を分社化。日立造船（現・カナデビア）をグループから離脱させる。
    - 松下電器産業株式会社 → 松下電器産業（現：パナソニック）と松下電工（現在はパナソニックに再吸収）とに解体された。
    - 東京芝浦電気株式会社（三井）→ 東芝タンガロイ（現：タンガロイ）・東芝機械（現：芝浦機械）・西芝電機・東芝鋼管（現：日鉄鋼管）・昭和電線電纜（現：昭和電線ホールディングス）等を分離。
    - 沖電気株式会社（安田）→ 沖電気工事（現：沖ウィンテック）・沖電線等を分離。ただし、前述の傘下にあった証券子会社は解体。
    - 日本無線株式会社（大倉）→ 長野日本無線や新日本無線等を分離。後に日清紡（根津）の実質傘下に入る。

  - 化学
    - 日産化学工業株式会社（日産）→ 後に日本油脂（日産・安田）や帝国繊維（安田）、東邦レーヨン（安田、日清紡→帝人系列、現：東邦テナックス）を分割・設立。

  - 製鉄
    - 日本製鐵株式會社 →八幡製鐵・富士製鐵・播磨耐火煉瓦（現：黒崎播磨）・日鐵汽船（現：NSユナイテッド海運）に分割。八幡製鐵・富士製鐵は後に合併し新日本製鐵（現：日本製鉄）に。
    - 株式会社神戸製鋼所（旧鈴木商店系）→ 神鋼電機（現：シンフォニア テクノロジー）・神鋼造機・日本エアブレーキ（現：ナブテスコ）等を分離。

  - 製紙
    - （初代）王子製紙株式会社（三井）→ 苫小牧製紙・本州製紙（両社とも現在は王子ホールディングス）・十条製紙（現：日本製紙）の3社に解体。

  - 鉱山
    - 帝国鉱業開発株式会社 → 帝国石油（現：国際石油開発帝石）・石油資源開発等に分裂。鉱山部門はほとんどが既存の鉱山会社に返還され、帝国鉱業開発が独自に開発した鉱山をもとに新鉱業開発株式会社が発足するものの、1971年に経営破綻した。

  - 海運
    - 日本郵船株式会社（三菱）
    - 大阪商船株式会社（住友）
    - 山下汽船株式会社（山下財閥）

  - 繊維
    - 大建産業株式会社（伊藤忠財閥） → 現在の伊藤忠商事・丸紅・呉羽紡績（東洋紡績へ吸収合併）・尼崎製釘所（現：アマテイ）・大建工業・呉羽化学工業（現：クレハ）に解体。
    - 東洋紡績株式会社（現：東洋紡。旧大建産業系の呉羽紡績を合併。呉羽化学は芙蓉グループの支援を受け再生）
    - 富士瓦斯紡績株式会社（現：富士紡ホールディングス）
    - 鐘淵紡績株式会社（現：クラシエホールディングス。ただし化粧品部門はカネボウ化粧品（旧：カネボウブティック）として分離、花王へ売却）
    - 大日本紡績株式会社 → ニチボー（現：ユニチカ）が旧寺田財閥系の岸和田紡績を吸収合併、新たに寺田紡績とオーツタイヤが系列に加わる（ただし後者は住友ゴムが買収し完全子会社化した上、自動車用タイヤ事業を統合してダンロップファルケンタイヤとなっている）。
    - 郡是工業株式会社（現：グンゼ） → グンゼ産業（現：GSIクレオス）・郡是高分子を分離。
    - 内外綿株式会社 （現：新内外綿） → 旧敷島紡績が買収。
    - 日清紡績株式会社 → 前述の日本無線と資本・業務提携。一度、旧東邦レーヨン（現：東邦テナックス、現在は帝人の中核事業子会社）を子会社化した経緯がある。
    - 帝国人造絹糸株式会社（現：帝人、旧鈴木商店系）→ 機械部門を帝人製機（後に元神戸製鋼系のナブコと統合し、現在はナブテスコ）として分社化。
    - 大和紡績株式会社
    - 敷島紡績株式会社（現：シキボウ） → 前述の旧内外綿を新内外綿として子会社化。
    - 日本毛織株式会社（川西財閥） → 神戸生絲（倒産）等を分離。
    - 倉敷紡績株式会社 → レーヨン事業を倉敷レイヨン（現：クラレ）として分離。
    - 片倉工業株式会社 → 片倉チッカリン（現：片倉コープアグリ、丸紅系列）等を分離。

### 第3次指定

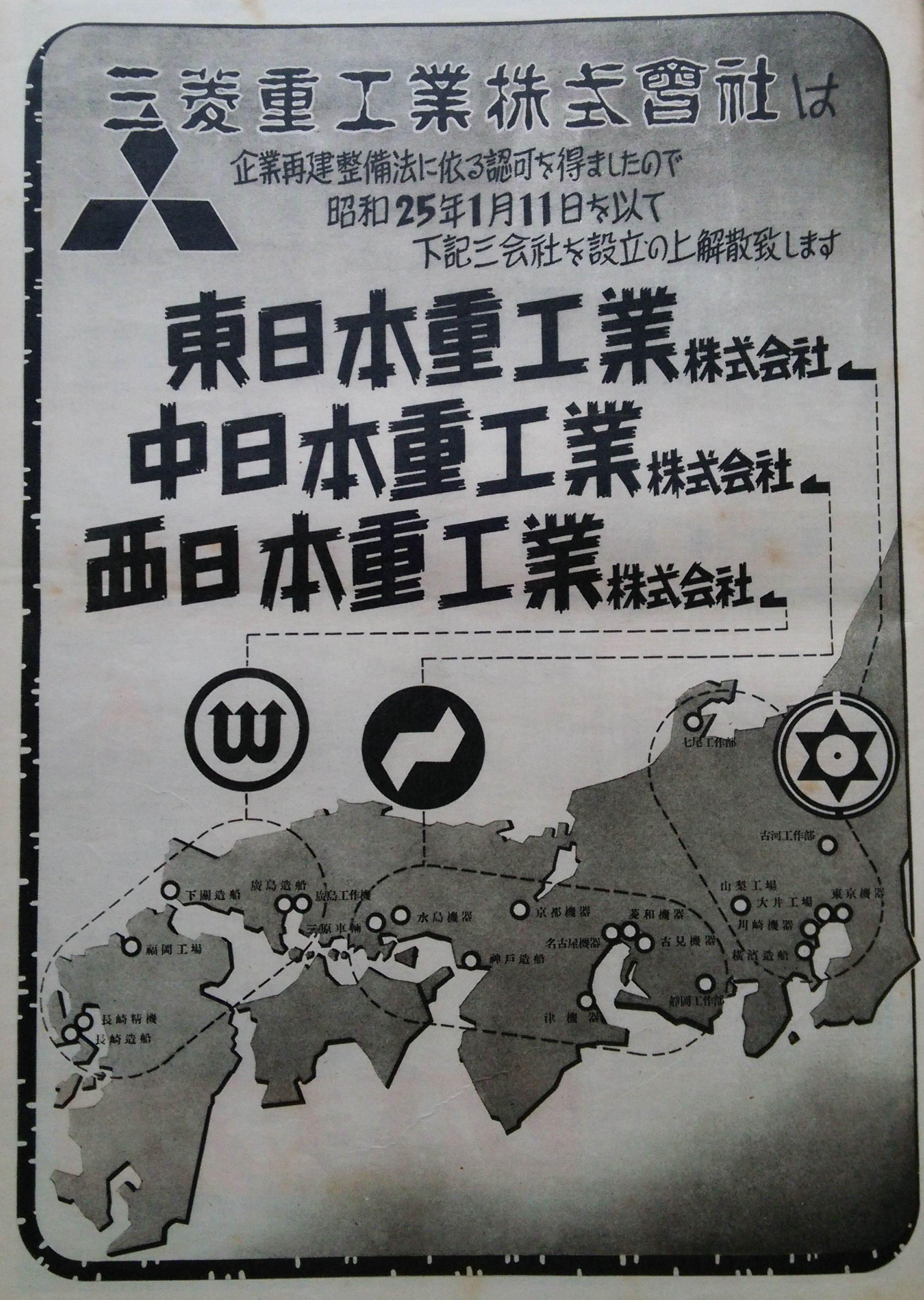
三菱重工業の分社を告知する広告（『アサヒグラフ』1950年1月18日号）

1946年12月28日指定。財閥傘下で、かつ、その会社自体が各産業で独占・寡占的地位にあり、1次・2次指定の対象にならなかった企業を対象とした。20社。
- 三井系
  - 三井鉱山株式会社 → 非鉄金属部門を三井金属鉱業として分社化。
  - 北海道炭礦汽船株式会社
  - 三井物産株式会社 → 一時期、中小の商社に解体されるも、後に再統合。
  - 三井化学工業株式会社（現：三井化学）
  - 三井船舶株式会社（現：商船三井）
- 三菱系
  - 三菱重工業株式会社 → 国内3地域ごとの第二会社に解体するも、1964年に再統合。
  - 三菱鉱業株式会社 → 太平鉱業・三菱鉱業の2社に分割されたが、1990年に三菱マテリアルとして再統合。
  - 三菱電機株式会社
  - 三菱化成工業株式会社（後の三菱化学） → 旭硝子（現：AGC）・新光レイヨン（後の三菱レイヨン）を分離。2017年に三菱化学・三菱レイヨン・三菱樹脂が合併して三菱ケミカルとなる。
  - 三菱商事株式会社 → 一時期、中小の商社に解体されるも、後に再統合（ただし、西華産業・東京産業・金属商事（現：三菱商事RtMジャパン）・明和産業・東亜交易〈現：新東亜交易、兼松の子会社〉等は存続。そのうち、東西交易は資本独立）。
- 住友系
  - 扶桑金属工業株式会社（現：日本製鉄） → 鳴海製陶・住友軽金属工業（現：UACJ）・住友精密工業・住友特殊金属（現：日立金属NEOMAXカンパニー）を分離・設立。
  - 日本電気株式会社 → ブラウン管用硝子事業を日本電気硝子に事業継承。
  - 日新化学工業株式会社（現：住友化学）
  - 住友電気工業株式会社
  - 井華鉱業株式会社（現：住石マテリアルズ） → 非鉄金属製錬事業を住友金属鉱山として分離・設立。
- 古河系
  - 古河電気工業株式会社 → 日本ゼオン・富士電機製造（現：富士電機）・古河電池等を分社化。
- 浅野系
  - 日本鋼管株式会社（現：JFEエンジニアリング）
  - 浅野物産株式会社（浅野財閥の商社、後に丸紅に吸収合併）
- 日産系
  - 日本鉱業株式会社（現：ENEOS） → 炭鉱部門を日本炭礦として分社化。
- 大倉系
  - 内外通商株式会社 → 後に旧大倉商事と商号変更するも、平成不況で自己破産。

1947年7月3日、GHQは日本政府宛覚書において、三井物産と三菱商事に対し、より厳しい整理措置を採るよう、以下に記す具体的な内容を示して要求した。
- 三井物産・三菱商事の解散・清算を直ちに開始する
- 7月3日以後、委員会の許可なき商取引・資産譲渡を禁止する
- 過去10年間に両社の「役員、取締役、顧問、在内外支店支配人又は部長であった者」は2名以上、従業員は100名以上、同一会社に在籍するか、会社設立に関わってはならない
- 両社の役員または従業員を雇用している会社は、両社が過去に使用し、または現在使用している事務所の使用を禁止する
- いかなる会社も「三井物産」「三菱商事」あるいはそれに類似した商号の使用を禁止する
- 両社は全資産の詳細な目録を作成して、委員会に提出しなければならない。

また現存する全ての帳簿・記録を保存しなければならない
- 両社の全資産は、公開市場での売却そのほか公正な方法で処分する[17]

7月5日に、大蔵省経由で覚書を受け取った委員会は、両社の取引が広範囲であることから、両社解体のニュースが流れた場合、手形不渡りや銀行取引停止など激しい経済的混乱を招く危険があると判断し、大蔵省、日本銀行、商工省、貿易庁と連絡を取りつつ、両社に対しては、既存契約に基づく取引は（早急に終わらせることを条件に）委員会の承認下で継続を許可し、これに関わる繋ぎ資金の調達についても、両社に近い帝国銀行、三菱銀行に横浜正金銀行を加えた3行に融資を要請するなどして、恐慌防止に当たった。両社解体は週明け7月6日に報じられたが、委員会の迅速な行動によって、混乱は回避された。
当座の危機を乗り切った委員会は、専門セクションとして特殊清算部を設置し、両社の清算作業を本格化させた。基本的に清算作業は、商法及び企業再建整備法に基づいて行われたが、債権の回収や所有不動産の処分は困難を極めた。そこで委員会は、新たに会社を設立して、これに未回収債権を引き継がせて回収に当たらせるとともに、未処分不動産を現物出資させ、その活用で収益を挙げさせて経費の削減を図ることにした。こうして1950年3月1日に三井物産を引き継ぐ日東倉庫建物が、4月1日に三菱商事を継承する光和実業が、それぞれ設立され、戦前の日本を代表した2大商社の解体は事実上完了した。

### 第4次指定
1947年3月15日指定。電気通信施設の国有化政策に基づくもので、便宜的に持株会社整理委員会の所管とされた。2社。
- 国際電気通信株式会社 → 国際電信電話（現：KDDI）新設のため。通信機器事業は電気興業が承継。
- 日本電信電話工事株式会社 → 日本電信電話公社（電電公社、現：日本電信電話）新設のため。

### 第5次指定
1947年9月26日指定。いわゆる地方財閥・小規模財閥を対象とした。16社。
- 大原合資会社（倉敷紡績の持株会社）
- 株式会社林兼商店（大洋漁業の持株会社）→ 商社部門等は大東通商へ引き継がれた。なお、グループ傘下にあった北日本石油は現在、コスモ石油系列の石油商社となる。
- 石原合名会社（石原産業の持株会社）
- 豊田産業株式会社（豊田自動織機・トヨタ自動車の持株会社）
- 寺田合名会社（寺田財閥）
- 合資会社辰馬本家商店（日本酒「白鹿」の製造元・辰馬財閥）
- 山下株式会社（山下財閥）
- 大和殖産合資会社（武田薬品工業の持株会社）
- 関東興業株式会社（日本石油創業者一族の持株会社）
- 株式会社岡崎本店（岡崎財閥）
- 株式会社定徳会（東京川崎財閥、後の川崎定徳株式会社）
- 鈴木三栄株式会社（味の素・三楽酒造の持株会社）
- 服部合資会社（服部時計店の持株会社）→ 後に第二精工舎やセイコー電子工業を分社化。
- 若狭興業株式会社（昭和電工の持株会社）
- 共同興業株式会社（浅野財閥の証券保有会社）
- 合名会社牛倉組

## 実施されなかった措置
1949年9月、持株整理委員会は三井・三菱・住友に対して商号・商標の使用を1950年7月1日以降7年間に渡り禁止する旨通達したが、実施は後に延期され、1952年講和条約発効と共に撤廃された。

## 関連書籍
- 持株会社整理委員会『日本財閥とその解体』 1951年。
  - 1974年10月、原書房より復刊。
- 野田岩次郎 『財閥解体私記 私の履歴書」  日本経済新聞社、1983年8月。ISBN 978-4532093211
- 奥村宏 『新版 法人資本主義の構造』 社会思想社、1991年。ISBN 4390113798
  - 『最新版 法人資本主義の構造』岩波現代文庫、2005年。ISBN 978-4006001384